# Catalogne (région culturelle)
La Catalogne  (prononcé : /katalɔɲ/; en catalan : Catalunya ; en occitan : Catalonha ; en espagnol : Cataluña) est une région historique en Europe du Sud, située sur la côte nord-est de la péninsule Ibérique ainsi que dans le nord-est ultrapyrénéen, bordée au nord par le Pays d'Oc et l'Andorre, à l'ouest par l'Aragon, au sud par la Communauté valencienne et à l'est par la mer Méditerranée. Sa capitale historique et métropole est Barcelone. La Catalogne couvre une superficie de 35 627 km2 et compte 8 197 972 habitants. Vestige de l'ancienne principauté de Catalogne, elle est partagée depuis le 7 novembre 1659 en vertu du traité des Pyrénées, entre l'Espagne et la France : la communauté de Catalogne couvre une superficie de 31 950 km2 (6 % de la superficie de l'Espagne) tandis que la Catalogne nord couvre une superficie de 3 677 km2 (89,3 % des Pyrénées-Orientales). La Catalogne est habitée par les Catalans au sens propre,, de langue et de culture catalanes. Le catalan est la langue qui y est parlée traditionnellement sauf au Val d'Aran de langue et de culture occitanes (voir aranais).

## Toponymie
L'origine du terme « Catalogne » est incertaine. Le terme pourrait se référer à plusieurs hypothèses de différentes étymologies :
- Gothia, Gothland, puis Gothlandia : terre des Ghots. La fin « -lunya » de Catalunya oriente vers une expression latine Gotia Longa (ou Gota lonna), soit « Gothie étendue » (du Roussillon jusqu'à Barcelone), autrement dit « Grande Gothie » par opposition à ce qui serait la « Petite Gothie » (de Barcelone jusqu'à Tarragone).
- Catalani, qui découle de (Monte)catalanus, lui-même dérivé de Montecatatanus (aujourd'hui la ville de Montcada près de Barcelone).
- Lacetani « Lacétains », nom d'une tribu ibère, dont le nom pourrait avoir évolué en Katelans par métathèse, puis en Catalans[7].

## Géographie
La Catalogne est une région historique de l'Europe du Sud située à l'ouest du bassin méditerranéen d'une superficie de 35 627 km2. Elle est bordée par la mer des Baléares au sud et par le golfe du Lion à l'est, bordant les littoraux de la Costa Brava, la Costa Daurada, la Costa del Maresme et la Costa Vermella.

### Relief
La Catalogne possède différents climats sur une surface relativement réduite de territoire. Elle est conditionnée par la côte méditerranéenne, à l'est, avec 634 km de côtes, des grandes unités de relief issues des Pyrénées, au nord, et le bassin de l'Èbre, au sud :
- le massif montagneux des Pyrénées, au nord;
- le système littoral avec alternances de basses ou moyennes montagnes (le système méditerranéen catalan ou cordillères côtières), de collines et plaines (dépressions pré-littorales et littorales) parallèles à la côte méditerranéenne, au sud et à l'est;
- la plaine du Roussillon et le pays de collines des Corbières, à l'extrême-nord;
- la dépression centrale qui forme le secteur oriental de la basse-vallée de l'Èbre, au centre et à l'ouest.

#### Monts

Les hauts sommets pyrénéens en Catalogne

Le point culminant de la Catalogne se situant sur la frontière franco-espagnole dans les Pyrénées centrales (entre l'Ariège et la province de Lérida) est la Pique d'Estats (3 143 m), suivi du Comaloforno (3 033 m, parfois considéré par les Catalans comme le véritable point culminant car n'étant pas frontalier), du Puig Pedrós (2 915 m), du pic de Médécourbe (2 914 m), du Pic Carlit (2 921 m), du Puigmal (2 910 m), du Pico Collarada (2 883 m), du Pic de Maubermé (2 880 m), du Mont Rouch (2 868 m), du Montardo (2 833 m), du Pic de Barlonguère (2 802 m) et du Pic du Canigou (2 784 m).

### Hydrographie
La Catalogne est traversée en majeure partie d'Ouest en Est par deux bassins fluviaux se jetant en mer Méditerranée, le delta de l'Èbre et les bassins intérieurs. À cela, se rajoute également la Garonne dont la source se trouve en Val d'Aran et qui se jette dans l'océan Atlantique, couvrant 1,73% de la Catalogne (Espagne).
Le réseau hydrographique se divise en deux secteurs principaux, l'Èbre et des rivières moins significatives qui se jettent en mer Méditerranée le long de la côte catalane inférieure. Le premier fournit en moyenne 18 700 hm³/an, tandis que le second ne fournit en moyenne que 2020 hm³/an. La différence s'explique par une plus grande importance d'eau venue des Pyrénées vers l'Èbre, dont le Sègre est un important affluent. Il existe également quelques lacs glaciers pré-pyrénéens dont le plus grand se trouve à Banyoles en province de Gérone.
Au nord des Pyrénées, le réseau hydrographique est composé de rivières traversant des vallées dont les trois fleuves principaux parallèles sont : le Tech, la Têt et l'Agly. La Sègre et son affluent le Carol prennent leur source en Haute-Cerdagne.

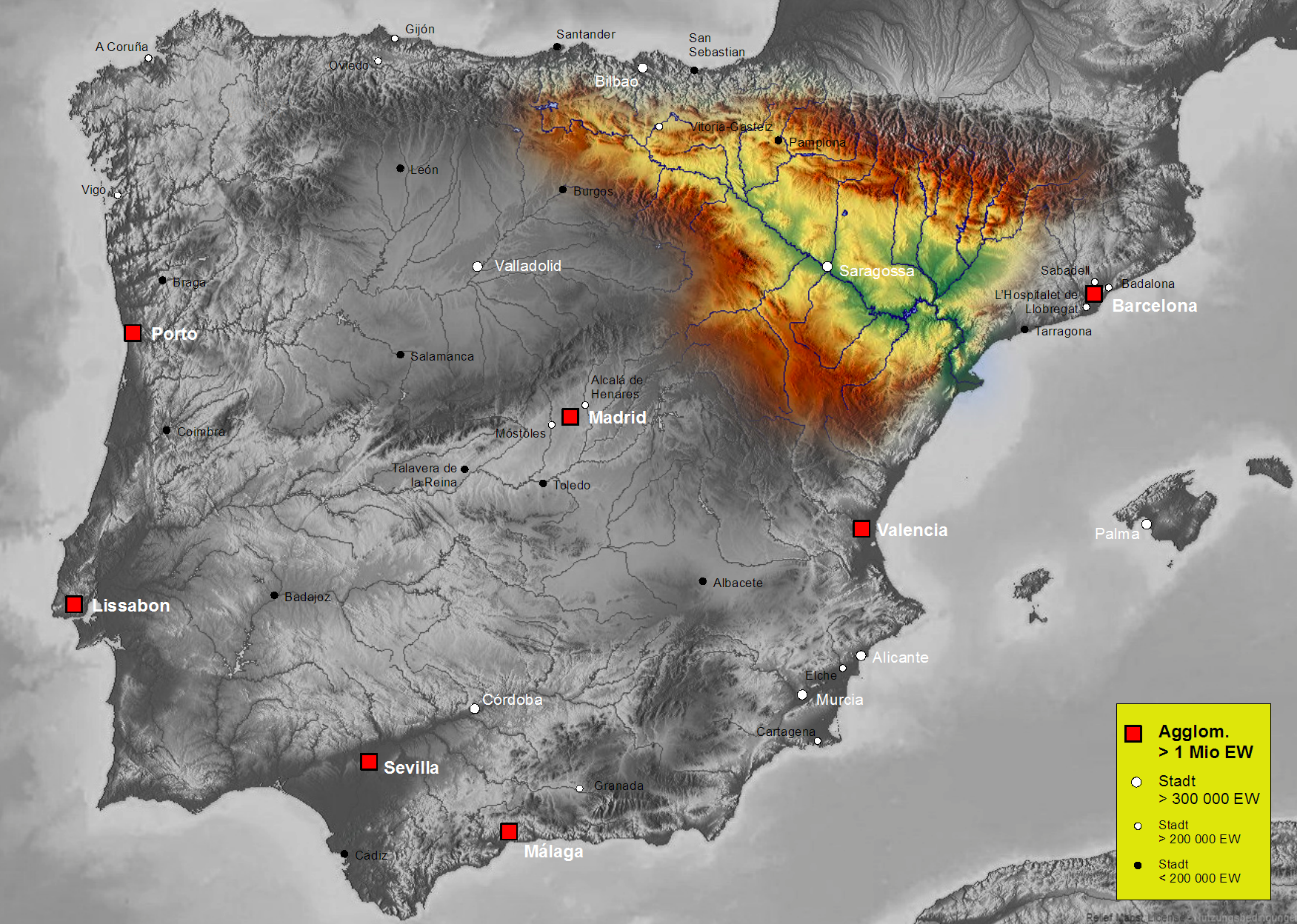
Le bassin de l'Èbre.
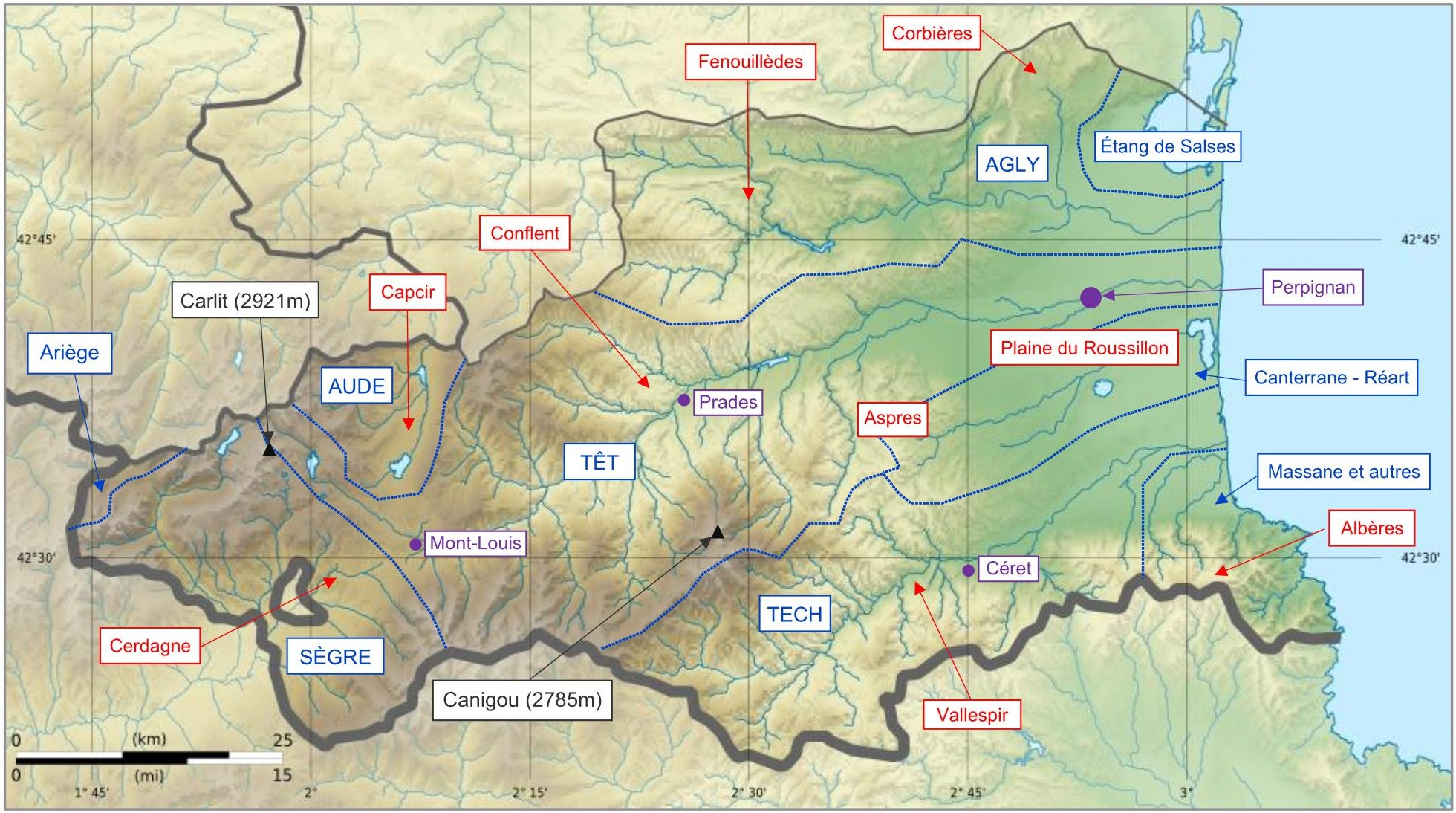
Réseau hydrographies dans les Pyrénées-Orientales.

### Climat

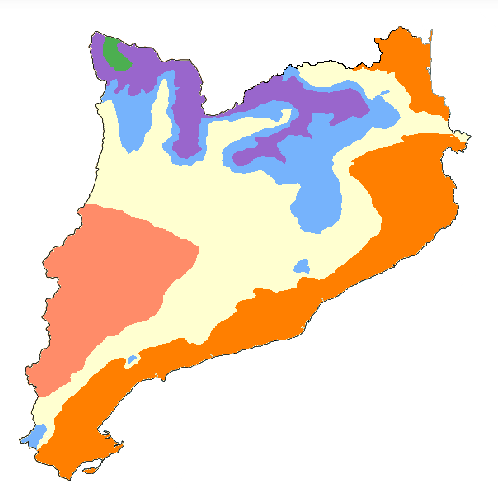
Climat océanique
Climat alpin
Climat méditerranéen de haute-montagne
Climat méditerranéen de moyenne montagne
Climat méditerranéen littoral
Climat méditerranéen d'influence continentale

Le climat est principalement méditerranéen aux côtes et dans les régions de moyenne et haute montagnes, et montagnard sur les Pyrénées. Les côtes et une grande majorité des terres appartiennent à un domaine climatique chaud et sec en été, plus humides et pluvieux au printemps et en automne, et des hivers relativement doux. Il faut toutefois souligné que le climat est très caractéristique de région en région en raison d'une topographie variée.
Deux domaines climatiques s'étendent sur une partie de territoire moins vaste que les climats méditerranéens, de haute et basse montagne : un climat alpin dans les Pyrénées près de la frontière franco-espagnole, un climat océanique exceptionnel (très pluvieux, froid et humide) en Val d'Aran.
Les températures moyennes annuelles varient ainsi fortement selon les endroits, de 0 °C à 5 °C dans les Pyrénées à 17 °C dans le delta de l'Èbre, ou encore de façon similaire dans la plaine du Roussillon où les températures avoisinent les 13 et 15 °C, avec un été chaud.
Les températures les plus extrêmes jamais enregistrées sont montées jusqu'à 43 °C (à Lérida et Igualada en juillet 1982 ou encore Montblanc le 4 juillet 1994), et descendues jusqu'à −34,1 °C (Clot de Llança à 2 305 m d'altitude dans les Pyrénées en janvier 2021).

## Politique et administration

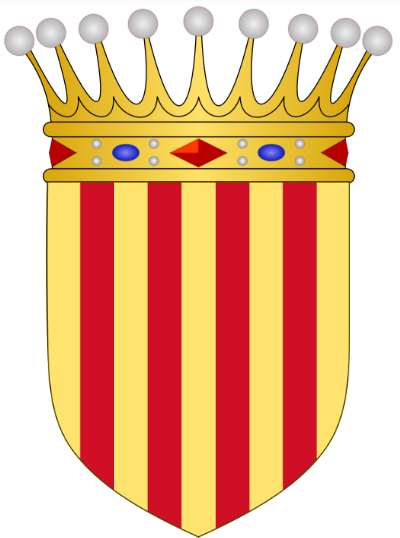
Blason du Conseil souverain du Roussillon

La principauté de Catalogne était un ancien état féodal formé aux XIe et XIIe siècles. La principauté était liée par une union personnelle au royaume d'Aragon au sein de la couronne d'Aragon à partir de 1137, puis à la couronne de Castille au sein de la monarchie catholique espagnole à partir de 1479.
Les comtés de Roussillon et de Cerdagne furent annexés au royaume de France selon le traité des Pyrénées signé le 7 novembre 1659 en tant que province du Roussillon. Son corps exécutif était la Généralité de Perpignan, créé en 1660. Son corps judiciaire était conseil souverain du Roussillon, créé en 18 juin 1660 par l'édit de Saint-Jean-de-Luz et abolit par la loi du 7 septembre 17.
La principauté fut dissoute une première fois en 1716 à la suite des décrets de Nueva Planta désormais une province de l'Espagne (voir Royaume d'Espagne, Première République, Seconde République). Elle dispose à nouveau d'une autonomie politique de 1932 à 1939 et depuis 1980 sous la forme d'une communauté autonome espagnole avec la création d'une institution reprenant le nom de l'ancien gouvernement féodal de l'État catalan (en catalan : Generalitat de Catalunya).

### Gouvernement
La Généralité de Catalogne (en catalan : Generalitat de Catalunya) est un corps exécutif politique créé au Moyen-Âge succédant aux Corts ou Cortes de Catalunya. Elle avait pour but d'assurer l'administration dans les différents territoires de la couronne d'Aragon.
Les Corts Catalanes furent créées par Jacques le Conquérant. Sous le règne de Pierre le Grand, les Corts Reials Catalanes prirent une forme institutionnelle. Les Corts exercaient les fonctions de conseil et législatives étaient organisés en trois braços (bras) : l'eclesiàstic (clergé), le militar (noblesse) et le popular aussi nommé braç reial. Cet organe politique se nommait "Lo General de Cathalunya".
Durant les Corts de Monzón en 1289, fut créée une députation générale d'Aragon, commission temporaire chargée de recueillir entre les réunions des Corts les subsides que ces dernières accordaient au roi. Tout comme les états généraux en France, la principale mission des Corts était de concéder au roi le droit de lever de nouveaux impôts, mais aussi, à l'inverse de la France, de lever ces mêmes impôts.
Le passé politique de la Catalogne en tant qu'état territorialement différencié avec ses propres institutions représentatives et autonomes, par rapport au pouvoir souverain de la souveraineté catalane proprement dite (988-1283), des monarchies aragonaises (1283-1516) et des monarchies castillanes (1516-1808) et de l'État constitutionnel espagnol (depuis 1812), peut être divisé en quatre étapes, séparées par trois ruptures majeures dans l'ordre juridique et public.

#### Première abolition
L'ensemble des institutions de l'État catalan ont été abolies sur ledit territoire comtés de Roussillon et de Cerdagne, connu aujourd'hui sous le nom de Catalogne du Nord, un an après la signature du Traité des Pyrénées au XVIIe siècle, qui fut annexé à la France.
Au début du XVIIIe siècle, l'institution fut également abolie sur tout le territoire catalan.

#### Première restauration
La Généralité de Catalogne fut restaurée en Catalogne méridionale et donna sa fonction politique et représentative moderne en tant que gouvernement régional de Catalogne en 1931, pendant la Seconde République espagnole.

#### Deuxième abolition
En 1939, la Généralité de Catalunya fut abolie et resta suspendue jusqu'en 1977  pendant la dictature de Franco. Lluís Companys, président de la Généralité de l'époque, fut exécuté en octobre 1940 pour le crime de rébellion militaire.

#### Deuxième restauration
Conformément à la Constitution espagnole de 1978 et le Statut d'autonomie de la Catalogne de 1979 avoir été approuvé à la fois par référendum en Catalogne et par le Parlement espagnol les pouvoirs accordés ont été transférés sous la juridiction de la Généralité de Catalogne.

Blason tricolore actuel de la Généralité de Catalogne.
Ancien blason à la croix de saint Georges de la Généralité de Catalogne.

### Découpage territorial

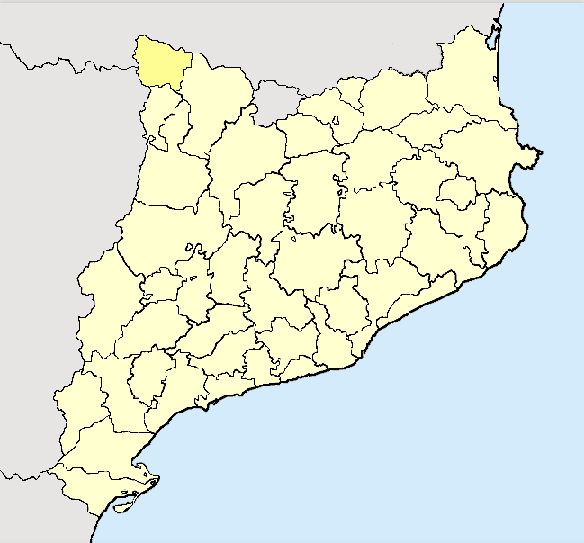
Comarques

La principauté de Catalogne est divisée en quatre divisions administratives : les villes et villages (en catalan : ciutat et poble), les vigueries ou pagi, les seigneuries sans vigueries et les comtés (en catalan : comtat).
Les actuelles comarques catalanes sont au nombre de 46 selon certaines définitions, dont 41 ont une existence officielle en communauté autonome de Catalogne et 5 sont des divisions géographiques traditionnelles sans statut officiel dans les Pyrénées-Orientales.
| Comarque (toponyme en catalan) | Population (2019) | Superficie (km²) | Capitale (toponyme en catalan) |
| ------------------------------ | ----------------- | ---------------- | ------------------------------ |
| Alt Ampurdà                    | 137 951           | 1357,5           | Figueras                       |
| Alt Camp                       | 44 424            | 538,0            | Valls                          |
| Alt Penedès                    | 108 339           | 592,7            | Vilafranca del Penedès         |
| Alta Cerdanya                  |                   | 539              | Font-romeu                     |
| Alt Urgell                     | 20 155            | 1447,5           | La Seu d'Urgell                |
| Alta Ribagorça                 | 3820              | 426,9            | El Pont de Suert               |
| Anoia                          | 120 842           | 866,3            | Igualada                       |
| Bages                          | 176 891           | 1092,3           | Manresa                        |
| Baix Camp                      | 192 245           | 697,1            | Reus                           |
| Baixa Cerdanya                 |                   | 546,57           | Puigcerdà                      |
| Baix Empordá                   | 132 284           | 701,7            | La Bisbal                      |
| Baix Ebre                      | 77 199            | 1002,7           | Tortosa                        |
| Baix Llobregat                 | 818 883           | 486,0            | Sant Feliu de Llobregat        |
| Baix Penedès                   | 104 473           | 296,4            | El Vendrell                    |
| Barcelonès                     | 2 264 301         | 145,8            | Barcelona                      |
| Berguedà                       | 39 274            | 1185,3           | Berga                          |
| Capcir                         | 1 515 (2013)      | 177              | Formiguera                     |
| Conca de Barberà               | 19 852            | 650,2            | Montblanc                      |
| Conflent                       | 19 192 (1999)     | 882              | Prada                          |
| Garraf                         | 147 635           | 185,1            | Vilanova Geltrú                |
| Garriges                       | 18 880            | 797,7            | Les Borges Blanques            |
| Garrotxa                       | 56 467            | 734,6            | Olot                           |
| Gironès                        | 188 504           | 575,6            | Girona                         |
| Maresme                        | 446 872           | 398,5            | Mataró                         |
| Montsià                        | 68 297            | 735,4            | Amposta                        |
| Moianès                        | 13 330            | 337,9            | Moià                           |
| Noguera                        | 38 226            | 1784,1           | Balaguer                       |
| Osona                          | 158 758           | 1245,2           | Vic                            |
| Pallars Jussá                  | 12 914            | 1343,1           | Tremp                          |
| Pallars Sobirà                 | 6 896             | 1377,9           | Sort                           |
| Pla de l'Estany                | 32 085            | 262,8            | Banyoles                       |
| Pla de Urgell                  | 37 035            | 305,1            | Mollerusa                      |
| Priorat                        | 9180              | 498,6            | Falset                         |
| Ribera d'Ebre                  | 21 610            | 827,3            | Móra de Ebroe                  |
| Rosselló                       |                   |                  | Perpinyà                       |
| Ripollès                       | 24 917            | 956,6            | Ripoll                         |
| Segarra                        | 22 617            | 722,7            | Cervera                        |
| Segriá                         | 206 129           | 1396,7           | Lleida                         |
| Selva                          | 168 469           | 995,0            | Santa Coloma de Farners        |
| Solsonès                       | 13 639            | 1001,2           | Solsona                        |
| Tarragonès                     | 257 454           | 319,4            | Tarragona                      |
| Terra Alta                     | 11 352            | 743,0            | Gandesa                        |
| Urgell                         | 36 462            | 579,7            | Tàrrega                        |
| Val d'Aran                     | 9971              | 633,6            | Vielha e Mijaran               |
| Valles Occidental              | 923 976           | 583,1            | Sabadell et Terrassa           |
| Vallès Oriental                | 408 672           | 735,0            | Granollers                     |
| Vallespir                      | 32 500 (2011)     | 577              | Ceret                          |

## Population et société

### Démographie
| - Image satellitaire de la Catalogne |

La population de Catalogne était estimée à 8 197 972 d'habitants le 1er janvier 2020,, selon les sources respectives de l'IDESCAT et l'INSEE sur une superficie de 35 627 km2. La province de Barcelone comprend 5 703 334 personnes, suivie de la province de Tarragone avec 818 702 habitants, la province de Gérone avec 765 554 habitants, Catalogne Nord avec 475 769 et la province de Lérida avec 434 61 habitants.
La région urbaine de Barcelone (Barcelone, L'Hospitalet de Llobregat, Badalone, Santa Coloma de Gramenet et Cornellà de Llobregat) comprend 5 529 099 personnes et couvre une superficie de 2 268 km2.
En 2020, les principales aires urbaines sont Barcelone (5 156 625 habitants sur une superficie de 3 271,51 km2), Tarragone (386 600 habitants sur une superficie de 356,692 988 km2), Perpignan (202 998 habitants sur une superficie de 217,5 km2), Lérida (169 620 habitants sur une superficie de 426,3 km2) et Gérone (161 582 habitants sur une superficie de 180,27 km2),,.
| Rang | Ville                     | Comarque          | Population de la ville |
| ---- | ------------------------- | ----------------- | ---------------------- |
| 1    | Barcelone                 | Barcelonès        | 1 619 337 hab.         |
| 2    | L'Hospitalet de Llobregat | Barcelonès        | 258 642 hab.           |
| 3    | Badalone                  | Barcelonès        | 218 886 hab.           |
| 4    | Terrassa                  | Vallès Occidental | 212 724 hab.           |
| 5    | Sabadell                  | Vallès Occidental | 207 338 hab.           |
| 6    | Tarragone                 | Tarragonès        | 140 184 hab.           |
| 7    | Lérida                    | Segrià            | 137 387 hab.           |
| 8    | Mataró                    | Maresme           | 122 905 hab.           |
| 9    | Santa Coloma de Gramenet  | Barcelonès        | 120 060 hab.           |
| 10   | Perpignan                 | Rosselló          | 119 344 hab. (2019)    |

### Langues
Le catalan (autonyme : català) est une langue romane occidentale parlée par environ 10 millions de personnes principalement dans la partie orientale de l'Espagne (Catalogne, Communauté Valencienne, Frange d'Aragon, Îles Baléares et Murcie) en Andorre, en moindre proportion en France (Catalogne nord) et en Italie (L'Alguer) et à ce 350 000 locuteurs résidant dans des zones où le catalan n'est pas la langue traditionnelle (Europe et Amérique latine).
Durant le Moyen Âge, le catalan antique tend à se différencier progressivement de la langue d'oc (parfois improprement appelé limousin, confondu avec un dialecte de l'occitan septentrional). Le fait que la littérature catalane fût écrite en occitan jusqu’au XVe siècle, que certains écrivains contemporains revendiquent l'héritage de la langue d’oc médiévale ont contribué à la confusion. Le catalan fut opté par la Chancellerie d'Aragon et langue culturelle de la cour, d'abord seule, puis, avec l'arrivée au trône d'Espagne de la dynastie castillane des Trastamare, en même titre que l'espagnol.
Le catalan connut un âge littéraire, dont témoigne depuis le XIIIe siècle le célèbre traité philosophico-religieux de Raymond Lulle. Avec la dynastie des Habsbourg sur le trône d'Espagne dans la première moitié du XVIe siècle, une période de déclin commença pour le catalan qui dura environ trois siècles. Au cours de cette période, la langue espagnole acquit un plus grand prestige. Avec les décrets de Nueva Planta (1707-1716), Philippe V introduisit l'espagnol comme langue unique de l'administration, de l'enseignement et des tribunaux dans les pays de langue catalane, reléguant ainsi ce dernier au seul usage vernaculaire. Louis XIV suivit son homologue espagnol par l'édit du Roy du 2 avril 1700 interdisant l'utilisation du catalan dans l'administration.
Au XIXe siècle, les intellectuels catalans de l'époque donnèrent naissance au mouvement culturel de la Renaixença, courant inscrit au romantisme roman.
Au début XXe siècle, Pompeu Fabra mit en place la norme moderne de la langue catalane.
La loi 51-46 du 11 janvier 1951, ladite loi Deixonne, est la première loi de la Constitution française autorisant l'enseignement des langues régionales en France. Le catalan est par ailleurs reconnu par le Conseil général des Pyrénées-Orientales depuis 2007. Il n'est cependant reconnu par la République française, la seule langue officielle étant le français en vertu de l'article 2 de la Constitution française modifié par la loi constitutionnelle du 25 juin 1992, qui proclame : La langue de la République est le français.
Durant la dictature franquiste (1939-1970), le catalan fut interdit et exclu de l'enseignement et de l'administration (dans tous les pays catalonophones). En 1979 avec l'autonomie de la Catalogne et des autres communautés autonomes de langue catalane, le catalan regagna son statut de langue coofficielle, perdu depuis la fin de la IIe République espagnole (1931-1936).

Évolution des langues en Europe du Sud-Ouest.
Les dialectes du catalan

### Médias

#### Télévision
La Televisió de Catalunya (CCMA, Généralité de Catalogne) comprend cinq chaînes publiques qui diffusent entièrement en catalan : TV3, Canal 33, 3/24, Esport3 et SX3. Ces cinq chaînes de télévision sont en concurrence avec celles retransmettant en espagnol, principalement Radiotelevisión Española, Atresmedia et Mediaset España Comunicación. Ces trois groupes audiovisuels sont basés à Madrid mais disposent également de centres de production en Catalogne d'où elles diffusent certains programmes pour le public hispanophone.
Il existe d'autres télévisions avec un public plus restreint, bien qu'avec une présence notable, comme 8TV et Barça TV qui sont toutes les deux des chaînes privées en catalan. Il existe également des chaînes télévisées locales dont le plus grand représentant est Betevé qui diffuse également en catalan.
Il n'existe aucune chaîne des Pyrénées-Orientales qui propose un contenu totalement en catalan. La chaîne de télévision France 3 Occitanie propose le journal en catalan tous les samedis à 19.15 et l'édition Pays catalans consacrée à la culture catalane. La chaîne locale France Bleu Roussillon donne beaucoup d'importance à la langue catalane et propose une rubrique sportive fréquente en catalan.
Depuis le 8 février 2012, les principales chaînes de Televisió de Catalunya sont légalement diffusées sur l'ensemble des Pyrénées-Orientales.

#### Radio
La radio avec le plus d'audience en Catalogne espagnole est RAC 1 du groupe Godó qui émet un contenu entièrement en catalan. La deuxième radio est Catalunya Ràdio de la CCMA, organisme qui dépend de la Généralité de Catalogne.
Dans les Pyrénées-Orientales, Ràdio Arrels propose un contenu totalement en catalan. Ràdio Arrels est créée le 28 mai 1981 pour préserver la culture catalane en France. Elle est retransmise dans les six comarques du département ; le Roussillon, le Vallespir, la Haute-Cerdagne, le Capcir, le Conflent et le Fenouillèdes (de langue occitane).